# Gewone neon
De gewone neon (Neon reticulatus) is een spin uit de familie der springspinnen die voorkomt in het Holarctisch gebied.
De vrouwtjes worden 2 tot 3 mm groot, de mannetjes worden 2 tot 2,5 mm. De spin leeft in de strooisellaag en op mos.